# Principes de Gallishaw
Les principes de Gallishaw sont des principes exposés par le professeur canadien John Gallishaw (1891-1968) dans le but de faciliter la rédaction de romans. L'auteur canadien de science-fiction A. E. van Vogt en a fait régulièrement usage.

## Principes
- Chaque phrase doit comporter de l'émotion. Selon ce principe, écrire « Van Vogt est un écrivain de science-fiction. » est un fait qui n'éveille rien en particulier chez le lecteur. Il faut plutôt écrire « Lorsque je pense à van Vogt, je suis nostalgique de la science-fiction. » Faire de même pour la prochaine, tout comme celles qui suivent. Cette approche a le mérite d'offrir un point de vue à tous moments. Le lecteur peut donc s'identifier à un personnage à n'importe quel moment

- Le texte possédant une « vitalité », il faut que l'intrigue progresse. Un principe permet de résoudre cette problématique : chaque phrase doit comporter un manque, que la phrase suivante comble. La combinaison de ces deux principes, émotion et manque, provoque chez le lecteur une frustration qui l'amène à lire la prochaine phrase. Cette dernière comble la demande du lecteur, tout en répétant le même scénario.

- Gallishaw propose un autre principe : la technique de la scène de 800 mots. Le texte est découpé en scènes, chacune comportant 800 mots et annonçant un problème au tout début, lequel est résolu ou non à la fin. Toute scène qui s'éloigne trop de ce modèle est à éviter, car si elle plus courte, disons 300 mots, elle manque d'idées et de détails, alors que si elle est plus longue, elle risque de faire perdre le fil de l'intrigue au lecteur. Ce principe présente un avantage pour l'écrivain : il lui est possible de rédiger son roman une scène à la fois, celle-ci étant écrite, par exemple, en une seule journée.

- Gallishaw affirme que l'histoire est à l'état de germe dès sa première scène. Elle doit donc poser les problèmes, et de la scène, et de l'histoire au complet. Elle permet à l'écrivain de trouver les idées nécessaires pour remplir les scènes qui sont incomplètes ou vides.

- Un autre principe affirme qu'une nouvelle doit avoir deux intrigues au plus, alors qu'un roman doit en comporter davantage. Les intrigues secondaires servent les buts de la principale, tout en étoffant le récit. La résolution de l'intrigue principale amène automatiquement celle des intrigues secondaires.

## Critique
L'inconvénient majeur de cette méthode est qu'elle est rarement adaptée au récit en cours. L'écrivain consciencieux, à un certain moment de la rédaction, se rend compte que les scènes ne s'emboîtent pas comme les pièces d'un casse-tête. Il tente alors de remanier le texte pour le rendre cohérent. N'ayant pas déterminé la fin a priori, il lui est impossible d'aligner son histoire sur celle-ci. La première scène, souvent écrite sans réflexion préalable, ayant imposé le thème et le rythme au récit, c'est à l'auteur de se débrouiller pour que tout cadre.